# 山形オフレールステーション

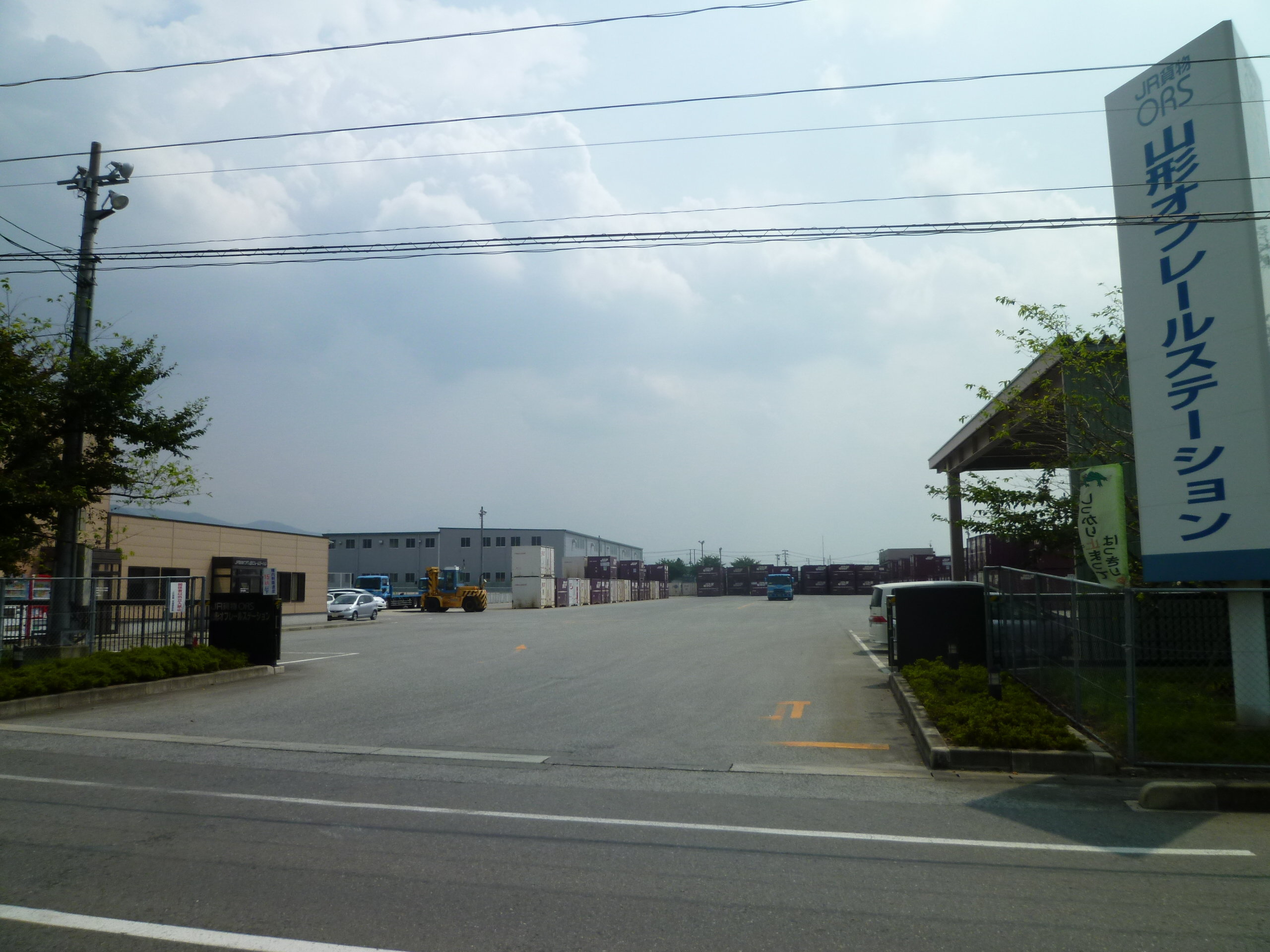
山形オフレールステーション正面。左の建物は事務所。

山形オフレールステーション（やまがたオフレールステーション）とは、山形県山形市大字漆山2111-6にある日本貨物鉄道（JR貨物）の鉄道コンテナ集配基地（オフレールステーション）である。
山形県村山地方一帯のコンテナを集配し、拠点貨物駅へ発送する役割を持つ。宮城県にある仙台貨物ターミナル駅との間に1日4往復のトラック便が設定されている。取扱貨物はコンテナ貨物のみで、12ftコンテナを取り扱っている。
構内には、営業窓口のJR貨物山形営業所が置かれている。

## 利用状況
- 2004年度の発送貨物は81,980トン、到着貨物は82,190トンであった。

## 施設周辺
- 日立プリンティングテクノロジーズ山形製造所
- 山形中央卸売市場
- 山形刑務所
- 東日本旅客鉄道（JR東日本）漆山駅

## 歴史
従来山形駅で貨物を取り扱っていたが、利用の減少により1996年（平成8年）より貨物列車の発着がない自動車代行駅となった。その後2002年（平成14年）4月1日に仙山線・奥羽本線の第二種鉄道事業を廃止したことにより、JR貨物の山形駅は廃止され、山形コンテナセンターが設置された。
2004年（平成16年）6月に山形駅構内から現在地へ移転、その後2006年（平成18年）の駅名整理により現在の名称に変更された。JR貨物山形駅は、旅客駅東口の南側にあった。
- 1901年（明治34年）4月11日 - 奥羽本線山形駅が開業。駅において貨物の取扱を開始。
- 1987年（昭和62年）4月1日 - 国鉄分割民営化によりJR東日本・JR貨物の駅となる。
- 1996年（平成8年）3月16日 - 貨物列車の発着が廃止され、自動車代行輸送が開始される。
- 2002年（平成14年）4月1日 - 仙台駅 - 山形駅間の第二種鉄道事業が廃止され、JR貨物山形駅は廃止となる。駅構内に山形コンテナセンターを設置。
- 2004年（平成16年）6月 - 現在地に移転。
- 2006年（平成18年）4月1日 - 山形オフレールステーションに改称。

座標: 北緯38度19分3.4秒 東経140度21分27.3秒 / 北緯38.317611度 東経140.357583度